# 592244 Daukantas
592244 Daukantas este o planetă minoră (asteroid) din centura de asteroizi. A fost descoperită pe 6 mai 2013 la Baldone⁠(d) de  și a fost numită după Simonas Daukantas⁠(d). 
Obiectul prezintă o orbită caracterizată de o semiaxă mare de 2,3238763397088 UAi, o excentricitate de 0,12358384956111, o înclinație de 7,0632339210777 ° în raport cu ecliptica.